# Odynerus xanthosoma
Odynerus xanthosoma är en stekelart som beskrevs av August Schletterer. Odynerus xanthosoma ingår i släktet lergetingar, och familjen Eumenidae. Inga underarter finns listade i Catalogue of Life.